# 涵道比
涵道比（bypass ratio），或涵道比、旁路比，是指渦扇發動機外進氣口和內進氣口之間的空氣流量比。
來自內部進氣口的空氣將流入燃燒室，與燃料混合，並燃燒做功。來自外進氣口的空氣並不進入燃燒室，而是與從內進氣口流出的氣體混合，然後排出。來自外側進氣口的空氣只經過風扇，流速較慢，溫度較低，而高溫的空氣則從內側進氣口排出。兩種氣體混合後，噴嘴的平均流速和溫度同時降低。較低的流速帶來較高的推進效率和較低的噪音，而根據熱機的原理，較低的溫度可以帶來較高的熱力學效率。這兩個因素共同作用，使渦扇發動機在相同的燃料消耗下比渦噴發動機獲得更大的推力。
對於一個具有高旁通率的發動機來說，大部分動力來自於外進氣道中被風扇加速的空氣。這種發動機的外進氣道通常很短，內進氣道的廢氣不與外進氣道的氣流混合，而是由噴嘴單獨排出。
高旁通比的發動機在亞音速下有非常好的能量效率，通常用於客機和運輸機。
對於低旁路比的發動機，大部分動力來自於驅動核心機內進氣管的排氣。這樣的發動機通常使用混合噴嘴，也就是說，來自內進氣口的廢氣在排出前與來自外進氣口的氣流混合。混合噴嘴可以通過變形來調整推力的大小甚至方向。高溫廢氣被低溫的外進氣氣流冷卻後，也有利於降低發動機的紅外特性。一些低旁路比發動機還配備了後燃器，可以獲得更大的推力，但代價是高油耗。低旁路比發動機可用於超音速飛行，通常用於戰鬥機等。

## 外部連結
- Bypass Ratio - an overview | ScienceDirect Topics
- Bypass Ratio - SKYbrary Aviation Safety （页面存档备份，存于）